# جون ديكسون
جون ديكسون (بالإنجليزية: John Dickson)‏ (15 مايو 1949 في المملكة المتحدة - 1998) هو مدرب كرة قدم ولاعب كرة قدم بريطاني في مركز الهجوم. لعب مع نادي سانت ميرين ونادي إيست فيف وإلغين سيتي ‏ وDundonald Bluebell F.C. ‏ ونادي كاودينبيث لكرة القدم ونادي آير يونايتد وLochore Welfare F.C. ‏.